# Danh sách tập của Running Man (2012)
Dưới đây là danh sách các tập của chương trình truyền hình thực tế Running Man được phát sóng vào năm 2012.

## Danh sách tập
| Tập # | Ngày phát sóng                  | Khách mời | Landmark                                                                      | Đội | Đội | Nhiệm vụ                                                     | Kết quả |
| ----- | ------------------------------- | --- | ----------------------------------------------------------------------------- | --- | --- | ------------------------------------------------------------ | --- |
| 75    | 01/01/2012 (13/12/2011)         | Choi Si-won (SJ), Hyorin (Sistar), Minho (Shinee), Sohee (Wonder Girls), Sulli (f(x))                                                          | Paris Park (Mok-dong, Yangcheon-gu, Seoul)                                    | Đội Sohee (Sohee, Kim Jong-kook, Yu Jae-suk) Đội Hyorin (Hyorin, Ji Suk-jin, Lee Kwang-soo) Đội Sulli (Sulli, Gary, Ha-ha) Đội Ji-hyo (Song Ji-hyo, Choi Si-won, Minho) | Đội Sohee (Sohee, Kim Jong-kook, Yu Jae-suk) Đội Hyorin (Hyorin, Ji Suk-jin, Lee Kwang-soo) Đội Sulli (Sulli, Gary, Ha-ha) Đội Ji-hyo (Song Ji-hyo, Choi Si-won, Minho)                                                | Thực hiện các phép tính cho kết quả bằng 1                   | Đội Sulli Thắng 9-7-2+2+4-5 |
| 76    | 08/01/2012 (26/12/2011)         | IU, Ji Jin-hee, Joo Sang-wook, Kim Sung-soo, Lee Chun-hee                                                                                      | Yeosu City Hall (Yeosu, Jeolla Nam)                                           | Đội nhiệm vụ (Yu Jae-suk, Gary, Ha-ha, Ji Suk-jin, Kim Jong-kook, Lee Kwang-soo, Song Ji-hyo) | Đội đuổi bắt (Ji Jin-hee, Joo Sang-wook, Kim Sung-soo, Lee Chun-hee) | Đánh bại đội còn lại                                         | Đội đuổi bắt Thắng Đội đuổi bắt nhận được đặc sản của Yeosu (thịt bò, jeotgal, và kimchi)                                                               |
| 77    | 15/01/2012 (27/12/2011)         | IU, Ji Jin-hee, Joo Sang-wook, Kim Sung-soo, Lee Chun-hee                                                                                      | Đảo Hahwa (Yeosu, Jeolla Nam)                                                 | Đội đỏ (Yu Jae-suk, Ha-ha, Song Ji-hyo, Joo Sang-wook) Đội xanh (Kim Jong-kook, Gary, Ji Suk-jin, Ji Jin-hee) Đội vàng (Lee Kwang-su, IU, Kim Sung-su, Lee Chun-hee) | Đội đỏ (Yu Jae-suk, Ha-ha, Song Ji-hyo, Joo Sang-wook) Đội xanh (Kim Jong-kook, Gary, Ji Suk-jin, Ji Jin-hee) Đội vàng (Lee Kwang-su, IU, Kim Sung-su, Lee Chun-hee)                                                   | Tìm và lấy số cho trò bingo                                  | Đội đỏ Thắng Đội đỏ đến đảo bằng máy bay trực thăng |
| 78    | 22/01/2012 (9/1/2012)           | Hong Soo-hyun, Lee Beom-soo | Lotte Mall (Gangseo-gu, Seoul)                                                | Cuộc giao tranh/trinh sát: Han (漢) (Lee Beom-soo, Ji Suk-jin, Lee Kwang-su, Song Ji-hyo, Yu Jae-suk) Cho (楚) (Kim Jong-kook, Gary, Ha-ha, Hong Soo-hyun) | Chiến tranh thế giới: Han (漢) (Lee Beom-soo, Ji Suk-jin, Song Ji-hyo, Yu Jae-suk) Cho (楚) (Kim Jong-kook, Ha-ha, Hong Soo-hyun) Ji (志) (Gary, Lee Kwang-su)                                                         | Tìm các mảnh ghép của con dấu Hoàng gia                      | Han Thắng Han nhận được thịt bò Hàn |
| 79    | 29/01/2012 (10/1/2012)          | Kim Je-dong, Yoon Do-hyun | Bến du thuyền quốc tế Busan (Busan)                                           | Đội Sherlock Holmes (Yu Jae-suk, Gary, Ha-ha, Kim Jong-kook, Song Ji-hyo, Yoon Do-hyun, Kim Je-dong, Lee Kwang-su) | Tội phạm (Ji Suk-jin) | Loại bỏ tội phạm                                             | Đội Sherlock Holmes thắng (Kim Jong-kook, Song Ji-hyo)                                                                                                  |
| 80    | 05/02/2012 (16/01/2012)         | Go Ah-ra, Hyomin (T-ara), Im Soo-hyang | Paradise Spa Dogo (Asan, Chungcheong Nam)                                     | Yoo Jae-suk & Im Soo-hyang Gary & Hyo-min Haha & Song Ji-hyo Kim Jong-kook & Go Ah-ra Lee Kwang-soo & Ji Suk-jin | Đội nhiệm vụ (Song Ji-hyo, Go Ah-ra, Hyo-min, Im Soo-hyang) Đội đuổi bắt (Yoo Jae-suk, Gary, Haha, Ji Suk-jin, Kim Jong-kook, Lee Kwang-soo)                                                                           | Đánh bại đội khác                                            | Đội nhiệm vụ Thắng Đội nhiệm vụ nhận được đặc sản Asan và nhẫn vàng.                                                                                    |
| 81    | 12/02/2012 (30/01/2012)         | Không khách mời | Songdo Convensia (Songdo-dong, Yeonsu, Incheon)                               | Không chia đội | Không chia đội | Đánh bại các thành viên khác                                 | Lee Kwang-soo Thắng Lee Kwang-soo nhận được lọ mực cổ từ thế kỉ 19 mà Gary đã nhận được ở châu Âu.                                                      |
| 82    | 19/02/2012 (06/02/2012)         | Lee Da-hae | Shinsegae Department Store, Centum City (Haeundae-gu, Busan)                  | Dry Sauna Room 3 Set Race: Đội Hyukie Ji-hyo Suk-jin (Yoo Jae-suk, Ji Suk-jin, Song Ji-hyo) Da-hae và đội lol lol (Lee Da-hae, Gary, Haha) Đội hổ và hươu cao cổ (Kim Jong-kook, Lee Kwang-soo) | Tìm kiếm điệp viên: Đội nhiệm vụ (Yoo Jae-suk, Gary, Haha, Ji Suk-jin, Kim Jong-kook, Lee Kwang-soo, Song Ji-hyo) Đội đuổi bắt (Lee Da-hae)                                                                            | Đánh bại các đội khác                                        | Đội đuổi bắt Thắng Lee Da-hae nhận được truyền hình kĩ thuật số.                                                                                        |
| 83    | 26/02/2012 (07/02/2012)         | Lee Da-hea, Oh Ji-ho | Nurimaru APEC House (Haeundae-gu, Busan)                                      | Đội tím (Yoo Jae-suk, Gary, Song Ji-hyo) Đội đỏ (Oh Ji-ho, Haha, Lee Da-hae) Đội xanh (Ji Suk-jin, Kim Jong-kook, Lee Kwang-soo) | Đội tím (Yoo Jae-suk, Gary, Song Ji-hyo) Đội đỏ (Oh Ji-ho, Haha, Lee Da-hae) Đội xanh (Ji Suk-jin, Kim Jong-kook, Lee Kwang-soo)                                                                                       | Lấy đúng gói hàng                                            | Đội tím Thắng Yoo Jae-suk, Gary, Song Ji-hyo nhận quà mình muốn từ các thành viên còn lại.                                                              |
| 84    | 04/03/2012 (20/02/2012)         | Dae-sung, G-Dragon, Seung-ri, Tae-yang, T.O.P (Big Bang)                                                                                       | Bảo tàng lịch sử tự nhiên Seodaemun (Seodaemun-gu, Seoul)                     | Đội Running Man (Yoo Jae-suk, Gary, Haha, Ji Suk-jin, Kim Jong-kook, Lee Kwang-soo, Song Ji-hyo) | Đội Big Bang (Dae-sung, G-Dragon, Seung-ri, Tae-yang, T.O.P) | Đánh bại các đội khác                                        | Đội Big Bang Thắng Các thành viên Big Bang nhận được bảng tên màu xanh-trắng và trang phục được thiết kế bởi Cheil Industries.                          |
| 85    | 11/03/2012 (20/02/2012)         | Dae-sung, G-Dragon, Seung-ri, Tae-yang, T.O.P (Big Bang)                                                                                       | Cheil Industries Fashion Division Head Office (Jongno-gu, Seoul)              | Đội Running Man (Yoo Jae-suk, Gary, Haha, Ji Suk-jin, Kim Jong-kook, Lee Kwang-soo, Song Ji-hyo) | Đội Big Bang (Dae-sung, G-Dragon, Seung-ri, Tae-yang, T.O.P) | Đánh bại các đội khác                                        | Đội Big Bang Thắng Các thành viên Big Bang nhận được bảng tên màu xanh-trắng và trang phục được thiết kế bởi Cheil Industries.                          |
| 86    | 18/03/2012 (21/02/2012)         | Gaeko (Dynamic Duo), Ha Ji-won | SBS Broadcasting Center (Mok-dong, Yangcheon-gu, Seoul)                       | Đội đỏ (Yoo Jae-suk, Gary, Ha Ji-won) Đội xanh (Haha, Song Ji-hyo, Gaeko) Đội vàng (Ji Suk-jin, Kim Jong-kook, Lee Kwang-soo) | Đội đỏ (Yoo Jae-suk, Gary, Ha Ji-won) Đội xanh (Haha, Song Ji-hyo, Gaeko) Đội vàng (Ji Suk-jin, Kim Jong-kook, Lee Kwang-soo)                                                                                          | Đánh bại các đội khác                                        | Đội đỏ Thắng Đội đỏ nhận được huy chương vàng, Đội xanh nhận được huy chương bạc, Đội vàng nhận được huy chương đồng.                                   |
| 87    | 25/03/2012 (12/03/2012)         | Han Ga-in | Korea Job World (Bundang-gu, Seongnam, Gyeonggi)                              | Mặt trăng xuyên qua mặt trời: Đội xanh (Yoo Jae-suk, Gary, Lee Kwang-soo, Han Ga-in) Đội đỏ (Haha, Ji Suk-jin, Kim Jong-kook, Song Ji-hyo) | Đi tìm mối tình đầu của Han Ga-in: Đội nhiệm vụ (Han Ga-in, Haha) Đội đuổi bắt (Yoo Jae-suk, Gary, Ji Suk-jin, Kim Jong-kook, Lee Kwang-soo, Song Ji-hyo)                                                              | Đánh bại thành viên khác                                     | Đội nhiệm vụ Thắng Han Ga-in và Haha nhận được vàng. |
| 88    | 01/04/2012 (05/03/2012)         | BoA, Jung Jae-hyung | The Shilla Jeju (Seogwipo, Jeju)                                              | Đội đỏ (Yoo Jae-suk, Gary, BoA) Đội vàng (Haha, Kim Jong-kook, Jung Jae-hyung) Đội xanh (Ji Suk-jin, Lee Kwang-soo, Song Ji-hyo) | Đội đỏ (Yoo Jae-suk, Gary, BoA) Đội vàng (Haha, Kim Jong-kook, Jung Jae-hyung) Đội xanh (Ji Suk-jin, Lee Kwang-soo, Song Ji-hyo)                                                                                       | Giải quyết Mật mã Running Man                                | Đội đỏ Thắng Yoo Jae-suk, Gary, BoA được phục vụ hải sản vào buổi tối. Haha, Kim Jong-kook, Jung Jae-hyung tự nấu cà ri cho buổi tối.                   |
| 89    | 08/04/2012 (06/03/2012)         | BoA, Jung Jae-hyung | Ilchul Land (Seogwipo, Jeju-do)                                               | Không chia đội | Không chia đội | Tìm chìa khóa để rời khỏi Wonderland                         | Song Ji-hyo Thắng Song Ji-hyo nhận được chìa khóa vàng.                                                                                                 |
| 90    | 15/04/2012 (02/04/2012)         | Lee Deok-hwa, Park Jun-gyu, Park Sang-myun | Cheorwon-gun (Gangwon)                                                        | Yoo Jae-suk & Lee Kwang-soo Gary & Song Ji-hyo Lee Deok-hwa & Haha Park Jun-gyu & Kim Jong-kook Park Sang-myun & Ji Suk-jin | Yoo Jae-suk & Lee Kwang-soo Gary & Song Ji-hyo Lee Deok-hwa & Haha Park Jun-gyu & Kim Jong-kook Park Sang-myun & Ji Suk-jin                                                                                            | Tìm cần câu và bắt được con cá lớn nhất                      | Không ai thắng |
| 91    | 22/04/2012 (09/04/2012)         | Không khách mời | SUNY Korea (Songdo International Business District, Incheon)                  | Đội nhiệm vụ (Gary, Haha, Ji Suk-jin, Kim Jong-kook, Lee Kwang-soo, Song Ji-hyo) | Đội đuổi bắt (Yoo Jae-suk) | Vượt ngục                                                    | Yoo Jae-suk Thắng Yoo Jae-suk nhận được vàng. |
| 92    | 29/04/2012 (16/04/2012)         | Chun Jung-myung, Park Jin-young | Somuui Island (Jung-gu, Incheon)                                              | Đội đỏ (Yoo Jae-suk, Gary, Chun Jung-myung) Đội vàng (Ji Suk-jin, Lee Kwang-soo, Park Jin-young) Đội xanh (Haha, Kim Jong-kook, Song Ji-hyo) | Đội đỏ (Yoo Jae-suk, Gary, Chun Jung-myung) Đội vàng (Ji Suk-jin, Lee Kwang-soo, Park Jin-young) Đội xanh (Haha, Kim Jong-kook, Song Ji-hyo)                                                                           | Đánh bại đội khác                                            | Đội vàng Thắng Ji Suk-jin, Lee Kwang-soo, Park Jin-young mỗi người nhận được một đôi đũa bằng vàng.                                                     |
| 93    | 06/05/2012 (23/04/2012)         | Han Seung-yeon (Kara), Hyun-ah (4Minute), Krystal (f(x)), Park Gyu-ri (Kara), Suzy (Miss A)                                                    | Seoul Land (Moonwon-dong, Gwacheon, Gyeonggi)                                 | Không chia đội | Không chia đội | Đánh bại các thành viên khác                                 | Kim Jong-kook Thắng Kim Jong-kook nhận được quyền sắp xếp tất cả cặp đôi trong cuộc đua Partners Race.                                                  |
| 94    | 13/05/2012 (24/04/2012)         | Han Seung-yeon (Kara), Hyun-ah (4Minute), Krystal (f(x)), Park Gyu-ri (Kara), Suzy (Miss A)                                                    | Mokdong Wedding Palace (Mok-dong, Yangcheon-gu, Seoul)                        | Yoo Jae-suk & Han Seung-yeon Gary & Krystal Haha & Suzy Kim Jong-kook & Hyun-ah Lee Kwang-soo & Park Gyu-ri Ji Suk-jin & Song Ji-hyo | Yoo Jae-suk & Han Seung-yeon Gary & Krystal Haha & Suzy Kim Jong-kook & Hyun-ah Lee Kwang-soo & Park Gyu-ri Ji Suk-jin & Song Ji-hyo                                                                                   | Đánh bại các đội khác                                        | Gary & Krystal Thắng Krystal nhận được vương miện vàng.                                                                                                 |
| 95    | 20/05/2012 (07/05/2012)         | Park Ji-sung, IU | Pantech Building (Sangam-dong, Mapo-gu, Seoul)                                | Truy tìm Running Man thứ 8: Đội Running Man (Yoo Jae-suk, Gary, Haha, Ji Suk-jin, Kim Jong-kook, Lee Kwang-soo, Song Ji-hyo) Truy tìm Running Man thứ 9: Đội nhiệm vụ (Bo-ra, Da-som, Hyo-rin, So-yu) Đội đuổi bắt (Yoo Jae-suk, Gary, Haha, Ji Suk-jin, Kim Jong-kook, Lee Kwang-soo, Song Ji-hyo) | Truy tìm Running Man thứ 10: Đội nhiệm vụ (Yoo Jae-suk, Gary, Haha, Ji Suk-jin, Kim Jong-kook, Lee Kwang-soo, Song Ji-hyo) Đội đuổi bắt (G.O, Lee Joon, Seung-ho, Thunder) Truy tìm Running Man thứ 11: Không chia đội | Đánh bại các thành viên khác                                 | Song Ji-hyo Thắng Song Ji-hyo nhận được quả banh có chữ ký của Park Ji-sung và ngôi sao vàng.                                                           |
| 96    | 27/5/2012 (20,21/05/2012)       | Park Ji-sung, IU | University of Incheon Songdo Campus (Yeonsu-gu, Incheon)                      | Đội Ji-sung (Park Ji-sung, Lee Kwang-soo) | Đội Running Man (Kim Jong-kook, Gary, Haha, Ji Suk-jin, Song Ji-hyo, Yoo Jae-suk, IU) | Đánh bại các đội khách                                       | Đội nhiệm vụ Thắng Park Ji-sung đưa các thành viên đến Thái Lan cho trận 2012 Asian Dream Cup.                                                          |
| 96    | 27/5/2012 (20,21/05/2012)       | Park Ji-sung, IU | POSCO Global R&D Centre (Songdo-dong, Yeonsu-gu, Incheon)                     | Đội Park Ji-sung (Park Ji-sung, Kim Jong-kook, Yoo Jae-suk) IU Team (IU, Gary, Haha) Đội Mong-Lee-Ji (Song Ji-hyo, Ji Suk-jin, Lee Kwang-soo) | Đội Park Ji-sung (Park Ji-sung, Kim Jong-kook, Yoo Jae-suk) IU Team (IU, Gary, Haha) Đội Mong-Lee-Ji (Song Ji-hyo, Ji Suk-jin, Lee Kwang-soo)                                                                          | Đánh bại các đội khách                                       | Đội nhiệm vụ Thắng Park Ji-sung đưa các thành viên đến Thái Lan cho trận 2012 Asian Dream Cup.                                                          |
| 97    | 03/06/2012 (21-22 & 23/05/2012) | Park Ji-sung, IU | POSCO Global R&D Centre (Songdo-dong, Yeonsu-gu, Incheon)                     | Đội nhiệm vụ (Park Ji-sung, Yoo Jae-suk) | Đội đuổi bắt (Gary, Haha, Ji Suk-jin, Kim Jong-kook, Lee Kwang-soo, Song Ji-hyo, IU) | Đánh bại các đội khách                                       | Đội nhiệm vụ Thắng Park Ji-sung đưa các thành viên đến Thái Lan cho trận 2012 Asian Dream Cup.                                                          |
| 97    | 03/06/2012 (21-22 & 23/05/2012) | Park Ji-sung, IU | Sân vận động SCG (Nonthaburi, Thái Lan)                                       | Không chia đội | Không chia đội | Đánh bại các thành viên khác                                 | Gary & Kim Jong-kook Thắng Gary và Kim Jong-kook được tham gia vào 2012 Asian Dream Cup.                                                                |
| 98    | 10/06/2012 (04/06/2012)         | Không khách mời | Tesco Home plus Academy (Muui Island, Jung-gu, Incheon)                       | Đội Con người (Yoo Jae-suk, Haha, Ji Suk-jin, Kim Jong-kook, Lee Kwang-soo, Song Ji-hyo) | Đội Thây ma (Gary) | Loại bỏ các thây ma                                          | Gary Thắng |
| 99    | 17/06/2012 (08/05/2012)         | Im Ho, Lee Tae-gon | Xi Gallery (Mapo-gu, Seoul)                                                   | Vương quốc Gon (Lee Tae-gon, Haha, Yoo Jae-suk) Vương quốc Ho (Im Ho, Kim Jong-kook, Lee Kwang-soo) Vương quốc Song (Song Ji-hyo, Gary, Ji Suk-jin) | Đội điệp viên (Haha, Lee Kwang-soo) | Đánh bại các đội khác                                        | Vương quốc Ho Thắng |
| 100   | 24/06/2012 (18/06/2012)         | Kim Hee Sun | Mecenatpolis (Hapjeong-dong, Mapo-gu, Seoul)                                  | Không chia đội | Không chia đội | Đánh bại các thành viên khác                                 | Yoo Jae-suk Thắng Yoo Jae-suk nhận được cúp vàng Running Man, và anh ấy đã tặng cho Kim Hee-sun như một món quà.                                        |
| 101   | 01/07/2012 (19/06/2012)         | Kim Bum Soo, Yoon Do-hyun, Yoon Jong-shin | Korea Institute of Science and Technology (Seongbuk-gu, Seoul)                | Đội xanh lá (Yoo Jae-suk, Lee Kwang-soo, Yoon Do-hyun) Đội đỏ (Ji Suk-jin, Kim Jong-kook, Yoon Jong-shin) Đội xanh (Gary, Haha, Kim Bum-soo) | C.S.I (Song Ji-hyo) Đội hình sự (Kim Bum-soo, Yoon Do-hyun, Yoon Jong-shin) | Tìm vàng thật                                                | Gary & Haha Thắng Gary và Haha nhận được đồ trang sức vàng.                                                                                             |
| 102   | 08/07/2012 (25/06/2012)         | Kim Soo Hyun | SBS Tanhyeon-dong Production Center (Ilsanseo-gu, Goyang, Gyeonggi-do)        | Đội Running Man (Yoo Jae-suk, Gary, Haha, Ji Suk-jin, Kim Jong-kook, Lee Kwang-soo, Song Ji-hyo) | Đội hình sự (Kim Soo-hyun) | Tìm vàng thật                                                | Kim Soo-hyun Thắng Kim Soo-hyun nhận được Rùa Vàng. |
| 103   | 15/07/2012 (02/07/2012)         | Noh Sa-yeon, Shin Se-kyung, Yoo Jun-sang | S-Oil Building (Gongdeok-dong, Mapo-gu, Seoul)                                | Đội công chúa Sa-yeon (Noh Sa-yeon, Lee Kwang-soo, Yoo Jae-suk) Đội công chúa Se-kyung (Shin Se-kyung, Gary, Haha) Đội công chúa Ji-hyo (Song Ji-hyo, Ji Suk-jin, Kim Jong-kook) | Quái thú (Yoo Jun-sang) | Loại bỏ quái thú                                             | Đội công chúa Ji-hyo Thắng Đội công chú Ji-hyo nhận được nhẫn vàng.                                                                                     |
| 104   | 22/07/2012 (09/07/2012)         | Eunhyuk (Super Junior), Ham Eun-jeong (T-ara), Jung Yong-hwa (CN Blue), Lee Joon (MBLAQ), Nichkhun (2PM), Si-wan (ZE:A), Yoon Doo-joon (BEAST) | Hanseong Baekje Museum (Bangi-dong, Songpa-gu, Seoul)                         | Đội Running Man (Yoo Jae-suk, Gary, Haha, Ji Suk-jin, Kim Jong-kook, Lee Kwang-soo, Song Ji-hyo) | Đội thần tượng (Eun-hyuk, Ham Eun-jeong, Jung Yong-hwa, Lee Joon, Nichkhun, Si-wan, Yoon Doo-joon) | Đánh bại các đội khác                                        | Đội thần tượng Thắng Đội thần tượng mỗi người nhận được huy chương vàng.                                                                                |
| 105   | 05/08/2012 (22/07/2012)         | Han Ji-min, Kim Je-dong | Aqua Planet Jeju (Seogwipo, Jeju-do)                                          | Đội trắng (Han Ji-min, Gary, Haha, Yoo Jae-suk) | Đội đỏ (Song Ji-hyo, Ji Suk-jin, Kim Jong-kook, Lee Kwang-soo) | Đánh bại các đội khác                                        | Đội trắng Thắng Han Ji-min nhận được kì nghỉ của cô ấy.                                                                                                 |
| 106   | 12/08/2012 (23/07/2012)         | Han Ji-min, Kim Je-dong | Daum Communications Office (Jeju, Jeju-do)                                    | Không chia đội | Không chia đội | Truy tìm tính yêu đích thực của Han Ji-min                   | Kim Jong-kook & Han Ji-min Thắng Han Ji-min nhận được nhẫn vàng.                                                                                        |
| 107   | 19/08/2012 (13/08/2012)         | Gaeko (Dynamic Duo), Jang Shin-young, Kim Sang-joong                                                                                           | Yonsei University International Campus (Songdo-dong, Yeonsu-gu, Incheon)      | Đội Running Man (Yoo Jae-suk, Gaeko, Ji Suk-jin, Kim Jong-kook, Lee Kwang-soo, Song Ji-hyo) | Đội đuổi bắt (Kim Sang-joong, Jang Shin-young, Haha) | Lấy được huy hiệu vàng                                       | Jang Shin-young Thắng Jang Shin-young nhận được huy hiệu vàng.                                                                                          |
| 108   | 29/08/2012 (14/08/2012)         | Gong Hyo-jin, Lee Joon (MBLAQ) | NS Home Shopping Building (Sampyeong-dong, Bundang-gu, Seongnam, Gyeonggi-do) | Đội nhân vật chính (Lee Kwang-soo, Gong Hyo-jin) Đội xanh (Haha, Ji Suk-jin, Kim Jong-kook) Đội vàng (Yoo Jae-suk, Song Ji-hyo, Lee Joon) | Đội nhân vật chính (Lee Kwang-soo, Gong Hyo-jin) Đội xanh (Haha, Ji Suk-jin, Kim Jong-kook) Đội vàng (Yoo Jae-suk, Song Ji-hyo, Lee Joon)                                                                              | Đánh bại các đội khác                                        | Đội nhân vật chính Thắng Lee Kwang-soo và Gong Hyo-jin nhận được a cúp vàng và vòng cổ.                                                                 |
| 109   | 02/09/2012 (27-28/08/2012)      | Park Tae-hwan, Son Yeon-jae | Herb Island (Sinbuk-myeon, Pocheon, Gyeonggi-do)                              | Đội đỏ (Son Yeon-jae, Lee Kwang-soo, Yoo Jae-suk) Đội xanh lá (Park Tae-hwan, Gary, Kim Jong-kook) Đội xanh (Haha, Ji Suk-jin, Song Ji-hyo) | Đội đỏ (Son Yeon-jae, Lee Kwang-soo, Yoo Jae-suk) Đội xanh lá (Park Tae-hwan, Gary, Kim Jong-kook) Đội xanh (Haha, Ji Suk-jin, Song Ji-hyo)                                                                            | Đánh bại các đội khác                                        | Đội đỏ Thắng |
| 110   | 02/09/2012 (28/08/2012)         | Park Tae-hwan, Son Yeon-jae | Herb Island (Sinbuk-myeon, Pocheon, Gyeonggi-do)                              | Đội đỏ (Son Yeon-jae, Lee Kwang-soo, Yoo Jae-suk) Đội xanh lá (Park Tae-hwan, Gary, Kim Jong-kook) Đội xanh (Haha, Ji Suk-jin, Song Ji-hyo) | Đội đỏ (Son Yeon-jae, Lee Kwang-soo, Yoo Jae-suk) Đội xanh lá (Park Tae-hwan, Gary, Kim Jong-kook) Đội xanh (Haha, Ji Suk-jin, Song Ji-hyo)                                                                            | Đánh bại các đội khác                                        | Đội đỏ Thắng |
| 110   | 02/09/2012 (28/08/2012)         | Park Tae-hwan, Son Yeon-jae | Daejin University (Seondan-dong, Pocheon, Gyeonggi-do)                        | Không chia đội | Không chia đội | Đánh bại các thành viên khác                                 | Park Tae-hwan Thắng Park Tae-hwan nhận được idonggalbi.                                                                                                 |
| 111   | 16/09/2012 (03/09/2012)         | Go Chang-suk, Im Ha-ryong, Lee Jong-won, Shin Jung-gun, Son Byung-ho, Tae-yeon (Girls' Generation)                                             | National Maritime Museum (Dongsam-dong, Yeongdo-gu, Busan)                    | Đội tím (Yoo Jae-suk, Ji Suk-jin, Im Ha-ryong, Son Byung-ho) Đội đỏ (Kim Jong-kook, Lee Kwang-soo, Go Chang-suk, Shin Jung-geun) Đội xanh lá (Gary, Haha, Song Ji-hyo, Lee Jong-won) | Đội tím (Yoo Jae-suk, Ji Suk-jin, Im Ha-ryong, Son Byung-ho) Đội đỏ (Kim Jong-kook, Lee Kwang-soo, Go Chang-suk, Shin Jung-geun) Đội xanh lá (Gary, Haha, Song Ji-hyo, Lee Jong-won)                                   | Truy tìm kho báu                                             | Đội đỏ Thắng Kim Jong-kook nhận được kì nghĩ 4 ngày 3 đêm dành cho 4 người ở Busan, và anh ấy đã tặng cho Im Ha-ryong.                                  |
| 112   | 23/09/2012 (04/09/2012)         | Go Chang-suk, Im Ha-ryong, Lee Jong-won, Shin Jung-gun, Son Byung-ho, Tae-yeon (Girls' Generation)                                             | Moorim P&P Paper Mill (Onsan-eup, Ulju-gun, Ulsan)                            | Đội xanh (Yoo Jae-suk & Go Chang-suk) Đội trắng (Gary & Lee Jong-won) Đội đỏ (Haha & Shin Jung-geun) Đội cam (Lee Kwang-soo & Tae-yeon) Đội xanh lá (Ji Suk-jin & Kim Jong-kook) Đội tím (Song Ji-hyo & Son Byung-ho)                                                                               | Đội xanh (Yoo Jae-suk & Go Chang-suk) Đội trắng (Gary & Lee Jong-won) Đội đỏ (Haha & Shin Jung-geun) Đội cam (Lee Kwang-soo & Tae-yeon) Đội xanh lá (Ji Suk-jin & Kim Jong-kook) Đội tím (Song Ji-hyo & Son Byung-ho)  | Đánh bại các đội còn lại                                     | Đội xanh Thắng Yoo Jae-suk và Go Chang-suk nhận được 12 quả trứng vàng.                                                                                 |
| 113   | 30/09/2012 (17/09/2012)         | Jeon Mi-seon, Yeom Jeong-ah, Yu Hae-jin | Samcheonggak (Seongbuk-dong, Seongbuk-gu, Seoul)                              | Gia đình Gary (Gary, Song Ji-hyo, Yoo Jae-suk, Yu Hae-jin) Gia đình Jong-kook (Kim Jong-kook, Haha, Yeom Jeong-ah) Gia đình Kwang-soo (Lee Kwang-soo, Ji Suk-jin, Jeon Mi-seon) | Gia đình Gary (Gary, Song Ji-hyo, Yoo Jae-suk, Yu Hae-jin) Gia đình Jong-kook (Kim Jong-kook, Haha, Yeom Jeong-ah) Gia đình Kwang-soo (Lee Kwang-soo, Ji Suk-jin, Jeon Mi-seon)                                        | Đánh bại "vẩy đập tuyệt đối"                                 | Gia đình Jong-kook Thắng Kim Jong-kook, Haha, Yeom Jeong-ah nhận được cúp vàng "Đừng đi hãy chạy!".                                                     |
| 114   | 07/10/2012 (01/10/ 2012)        | Moon Geun Young, Max Changmin, U-Know Yunho (TVXQ)                                                                                             | Culture Park (Yeonsu-gu, Incheon)                                             | Đội Running Man (Gary, Haha, Ji Suk-jin, Kim Jong-kook, Lee Kwang-soo, Song Ji-hyo, Moon Geun-young) | X-Man (Yoo Jae-suk) | Truy tìm X-Man                                               | Yoo Jae-suk Thắng Yoo Jae-suk nhận được vàng "X". |
| 115   | 14/10/2012 (02/10/2012)         | Moon Geun Young, Max Changmin, U-Know Yunho (TVXQ)                                                                                             | Coast Guard Main Station (Songdo-dong, Incheon)                               | Cuộc đua với chuông: Yoo Jae-suk & U-Know Yunho Kim Jong-kook & Moon Geun-young Haha & Max Changmin Gary & Song Ji-hyo Ji Suk-jin & Lee Kwang-soo | Trốn tìm chuông: Đội phòng thủ (Yoo Jae-suk, Gary, Ji Suk-jin, Lee Kwang-soo, Song Ji-hyo, U-Know Yunho) Đội tấn công (Haha, Kim Jong-kook, Max Changmin, Moon Geun-young)                                             | Đánh bại các đội khác                                        | Đội tấn công Thắng Haha, Kim Jong-kook, Max Chang-min, Moon Geun-young nhận được huy hiệu cảnh sát vàng.                                                |
| 116   | 21/10/2012 (08/10/2012)         | Ji Jin-hee, Ji Sung, Song Chang-eui, Suzy (Miss A), Yu-bin (Wonder Girls)                                                                      | Suncheon Open Set (Jorye-dong, Suncheon, Jeollanam-do)                        | Không chia đội | Không chia đội | Đánh bại các đội khác                                        | Ji Jin-hee Thắng Ji Jin-hee nhận được đồng hồ cát bằng vàng.                                                                                            |
| 117   | 28/10/2012 (09/10/2012)         | Ji Jin-hee, Ji Sung, Song Chang-eui, Suzy (Miss A), Yu-bin (Wonder Girls)                                                                      | Asian Culture Complex (Gwangsan-dong, Dong-gu, Gwangju)                       | Đội Yu-bin (Yu-bin, Gary, Yoo Jae-suk, Ji Sung) Đội Suzy (Suzy, Haha, Lee Kwang-soo, Ji Jin-hee) Đội Ji-hyo (Song Ji-hyo, Ji Suk-jin, Kim Jong-kook, Song Chang-eui) | Đội Yu-bin (Yu-bin, Gary, Yoo Jae-suk, Ji Sung) Đội Suzy (Suzy, Haha, Lee Kwang-soo, Ji Jin-hee) Đội Ji-hyo (Song Ji-hyo, Ji Suk-jin, Kim Jong-kook, Song Chang-eui)                                                   | Giải câu đố và chiến thắng trong trò kéo-búa-bao             | Đội Yu-bin Thắng |
| 118   | 04/11/2012 (22/10/2012)         | Choi Min-soo Park Bo-young | Jungnang Camp Ground (Mangu-dong, Jungnang-gu, Seoul)                         | Đội nhiệm vụ (Yoo Jae-suk, Gary, Haha, Ji Suk-jin, Kim Jong-kook, Lee Kwang-soo, Song Ji-hyo) | Đội đuổi bắt (Choi Min-soo) | Thu thập sáu mảnh bảng tên Choi Min-soo và đặt nó cho anh ấy | Choi Min-soo Thắng |
| 119   | 11/11/2012 (29/10/2012)         | Choo Shin-soo, Jin Se-yeon, Ryu Hyun-jin | Gongrung Youth Baseball Park (Nowon-gu, Seoul)                                | Xé bảng tên: Không chia đội | Siêu bóng chày: Đội Choo (Choo Shin-soo, Haha, Ji Suk-jin, Song Ji-hyo, Yoo Jae-suk) Đội Ryu (Ryu Hyun-jin, Gary, Kim Jong-kook, Lee Kwang-soo, Jin Se-yeon)                                                           | Thắng cuộc thi Siêu bóng chày                                | Đội Ryu Thắng Ryu Team nhận được cúp vàng. |
| 120   | 18/11/2012 (12/11/ 2012)        | Lee Seung-gi, Park Shin-hye | Poeun Art Hall (Suji-gu, Yongin, Gyeonggi-do)                                 | Đội đỏ (Yoo Jae-suk, Lee Kwang-soo, Lee Seung-gi) Đội xanh (Gary, Ji Suk-jin, Song Ji-hyo) Đội vàng (Haha, Kim Jong-kook, Park Shin-hye) | Đội đỏ (Yoo Jae-suk, Lee Kwang-soo, Lee Seung-gi) Đội xanh (Gary, Ji Suk-jin, Song Ji-hyo) Đội vàng (Haha, Kim Jong-kook, Park Shin-hye)                                                                               | Đánh bại các đội khác                                        | Đội đỏ Thắng Đội đỏ và xanh nhận được máy tính bảng và điện thoại, Đội vàng nhận được điện thoại chỉ trong nhiệm vụ kế tiếp.                            |
| 121   | 25/11/2012 (13/11/2012)         | Lee Seung-gi, Park Shin-hye | SBS Prism Tower (Sangam-dong, Mapo-gu, Seoul)                                 | Đội quản lý (Yoo Jae-suk, Gary, Haha, Ji Suk-jin, Lee Kwang-soo, Song Ji-hyo, Lee Seung-gi) | Đội phản diện (Kim Jong-kook, Park Shin-hye) | Ngăn chặn két sắt phát nổ và loại bỏ nhân vật phản diện.     | Không ai thắng Không ai thành công trong việc ngăn chặn két sắt phát nổ. Két sắt chứa vàng phát nổ, do đó không còn vàng để trao trong vòng 3 tháng kế. |
| 122   | 02/12/2012 (19/11/2012)         | Goo Ha-ra (Kara), Jung Won-wan(Sobangcha), Kang Susie, Kim Tae-hyung (Sobangcha), Kim Wan-sun, Lee Sang-won (Sobangcha), Park Nam-jung         | ROCKCAMP (Galsan-dong, Bupyeong-gu, Incheon)                                  | Đội Running Man (Yoo Jae-suk, Gary, Haha, Ji Suk-jin, Lee Kwang-soo, Song Ji-hyo, Goo Ha-ra) | Đội huyền thoại (Kim Jong-kook, Jung Won-gwan, Kang Susie, Kim Tae-hyung, Kim Wan-sun, Lee Sang-won, Park Nam-jung) | Có nhiều bi hơn trong vòng tròn                              | Đội huyền thoại Thắng |
| 123   | 09/12/2012 (26/11/2012)         | Go Soo, Han Hyo-joo | Song Cham Bong Joseon Village (Ipyeong-myeon, Jeongeup, Jeollabuk-do)         | Đội tím (Yoo Jae-suk, Gary, Han Hyo-joo) Đội xanh (Haha, Kim Jong-kook, Go Soo) Đội vàng (Ji Suk-jin, Lee Kwang-soo, Song Ji-hyo) | Đội tím (Yoo Jae-suk, Gary, Han Hyo-joo) Đội xanh (Haha, Kim Jong-kook, Go Soo) Đội vàng (Ji Suk-jin, Lee Kwang-soo, Song Ji-hyo)                                                                                      | Làm kimchi ngon nhất                                         | Đội vàng Thắng Đội vàng nhận được Han-u và bokbunja. |
| 124   | 16/12/2012 (27/11/2012)         | Go Soo, Han Hyo-joo | Jeonju University (Wansan-gu, Jeonju, Jeollabuk-do)                           | Không chia đội | Không chia đội | Đánh bại các thành viên khác                                 | Song Ji-hyo Thắng |
| 125   | 23/12/2012 (10/12/2012)         | Jung Hyung-don, Juvie Train (Buga Kingz), Park Sang-myun, Ryu Dam, Shindong (Super Junior)                                                     | Konjiam Resort (Docheok-myeon, Gwangju, Gyeonggi-do)                          | Đội đỏ (Yoo Jae-suk, Gary, Song Ji-hyo, Jung Hyung-don) Đội vàng (Haha, Kim Jong-kook, Juvie Train, Ryu Dam) Đội xanh (Ji Suk-jin, Lee Kwang-soo, Park Sang-myun, Shin-dong) | Đội đỏ (Yoo Jae-suk, Gary, Song Ji-hyo, Jung Hyung-don) Đội vàng (Haha, Kim Jong-kook, Juvie Train, Ryu Dam) Đội xanh (Ji Suk-jin, Lee Kwang-soo, Park Sang-myun, Shin-dong)                                           | Đánh bại các đội khác                                        | Đội đỏ Thắng Đội đỏ nhận được hộp bánh. Đội vàng phải trượt tuyết với đồ lót dài.                                                                       |
| 126   | 30/12/2012 (17/12/2012)         | Choi Ji-woo | Busan-Gyeongnam Horse Racing Park (Gangseo-gu, Busan)                         | Đội Running Man (Yoo Jae-suk, Gary, Haha, Ji Suk-jin, Kim Jong-kook, Lee Kwang-soo, Song Ji-hyo) | Đội gián điệp (Choi Ji-woo) | Đánh lừa Choi Ji-woo                                         | Đội Running Man Thắng Đội Running Man mỗi người nhận được máy quay.                                                                                     |